# Партия свободы (Литва)
Партия свободы (лит. Laisvės partija) — литовская политическая партия.
Основана членами Движения либералов — мэром Вильнюса Ремигиюсом Шимашюсом и Аушрине Армонайте, покинувших 2 ноября 2018 года партию из-за конфликта с председателем Эугениюсом Гентвиласом, который возник из-за решения Вильнюсского отделения партии участвовать в муниципальных выборах и выборах мэра в марте 2019 года не по списку партии, а по списку комитета. Учредительный съезд партии прошёл 1 июня 2019 года. Председателем избрана Аушрине Армонайте.
На парламентских выборах 2020 года партия преодолела 5 %-ный заградительный барьер.  После выборов право-центристские политические силы: Союз Отечества — Литовские христианские демократы, Движение либералов и Партия свободы сформировали правительство под руководством Ингриды Шимоните. Партия свободы получила 2 из 14 портфелей: министром экономики и инновации стала Аушрине Армонайте, а министром юстиции — Эвелина Добровольска.
В ходе первого тура парламентских выборов 2024 года «свободовцы» получили 4,50% голосов и не прошли в Сейм.